# Théâtre de la Porte-Saint-Martin
Théâtre de la Porte-Saint-Martin je divadlo v Paříži. Nachází se na Boulevardu Saint-Martin č. 16 v 10. obvodu. Budova divadla je od roku 1992 chráněná jako historická památka. Divadelní sál má kapacitu 1050 sedadel.

## Historie
Divadlo s 1800 místy bylo postaveno v pouhé dva měsíce podle plánů Nicolase Lenoira (1733–1810) pro Académie royale de Musique, jejíž sál v Palais Royal právě vyhořel. Divadlo bylo slavnostně otevřeno 27. října 1781 s lyrickou tragédií Adèle de Ponthieu. Když byl v roce 1794 pro operu obnoven její sál v Rue de Richelieu, divadlo bylo uzavřeno a využívalo se pro politická setkání až do roku 1799, kdy bylo prodáno jako národní majetek.
Dne 30. září 1802 byl sál znovu otevřel pod názvem Théâtre de la Porte-Saint-Martin. Hrály se v něm komedie a balety. Ovšem bylo uzavřeno roku 1807 císařským dekretem a znovu otevřeno v roce 1810 pod jménem Jeux-Gymniques. Licence však umožňovala hrát pouze dvěma hercům a divadlo zaniklo v roce 1814.
26. prosince téhož roku byla udělena nová licence umožňující hrát melodramata, pantomimu a komedie se zpěvem a tancem. Divadlo vyhořelo 25. května 1871 během bojů za Pařížské komuny. Na stejném místě architekt Oscar de la Chardonnière vystavěl novou budovu. Sochař Jacques-Hyacinthe Chevalier (1825–1895) vyzdobil fasádu alegoriemi Tragédie, Dramatu a Komedie. Divadlo zahájilo svou činnost 28. září 1873 dramatem Marie Tudorovna Victora Huga. V divadle vystupovala též Sarah Bernhardt. Dne 27. prosince 1897 zde Edmond Rostand uvedl svou hru Cyrano z Bergeracu.
V roce 1992 byla budova divadla zapsána na seznam historických památek.
Divadlo je od roku 2010 členem asociace soukromých pařížských divadel.